# イザベルとベネ
イザベルとベネは、父親がフランス人で母親が日本人のイザベルと、父親がセネガル人外交官で母親がスロバキア人のベネのコンビによる、多国語コメディアン。略称はイザベネ。

## メンバー
- マサボ・イザベル・ナオミ（Massabo Isabelle Naomi、新城 イザベル奈緒美、1981年5月28日[3] - ）

欧州物産株式会社 代表取締役
テレビジオン株式会社 代表取締役
- ディア・ベネディクト（Dia Benedicte、1981年3月4日[3] - ）

セネガルのダカール生まれ。
解散後、海外で新しい一歩を踏み出そうとシンガポールに移住。
英調査会社大手ユーロモニター・インターナショナルのシンガポール現地法人勤務（2012年4月～2023年時点）2022年9月よりglobal head of eventの役職。

## 略歴
2001年、M-1グランプリにて準決勝進出。
2007年、フジテレビ系『体操の時間。』にて外国人お笑いコンビ“塩コショー”とともにPPファクトリー及びバックダンサーとして活動した。
2011年頃にコンビを解散。

## 出演番組
個人の出演は解散後のものを含む。

### コンビ出演
- 連続テレビ小説 さくら（NHK）- イザベル：イボンヌ 役、ベネ：アイーシャ 役
- おすぎのシネバラ!（チャンネルNECO）
- 体操の時間。（フジテレビ）
- イザベルとベネのcheckez×2!! げっちゅ〜!（岐阜放送ラジオ）

Checkez×2!研究所 - 毎週、様々な要チェック情報をイザベル&ベネが勉強するコーナー。
イザベネ流 - 4〜5ヶ国語を話すことができるバイリンガルな2人が、毎週「ひとこと」教えるコーナー。
イザベネの穴 - リスナーからの便りを紹介するコーナー。
- 笑いの金メダルjr. くりぃむ杯（テレビ朝日）
- Goro's Bar（TBS）
- データで勝負!（テレビ東京）
- 中山道（テレビ東京）
- 九州三都浪漫（TOKYO MX）
- うえやなぎまさひこのサプライズ!（ニッポン放送）月2回木曜、産経新聞販売店からの中継レポーター。
- 天才ビットくん（NHK Eテレ）
- ガムシャラ旅行団（EXエンタテイメント）
- 歴旅Q タイムトラベラー「江」（NHK、2011年1月3日）

### イザベル
- imagine-nation（NHK WORLD）
- Indies A-Go-Go（TOKYO MX）
- 大!天才てれびくんドラまちがい「熊次郎 おとこ旅 〜人情編〜」（NHK Eテレ、2011年） - 桂トメ 役
- 日経スペシャル 未来世紀ジパング〜沸騰現場の経済学〜（テレビ東京）
  - 世界一の観光大国フランス 驚きの集客術の裏側（2013年12月12日）
  - ニッポン再発見（3）フランス人が夢中!ニッポンのお弁当（2014年1月6日）
  - 危機に瀕するフランス料理!?救世主はニッポン!（2015年2月16日）
  - 緊急生放送SP!池上彰がパリ同時テロを徹底解説（2015年11月16日）
- ノンストップ! （フジテレビ、2015年12月1日）

### ベネ
- エンタの神様（日本テレビ）

西麻布ヒルズの千太郎とコンビで「ベネと千太郎」名義で出演。キャッチコピーは「禁断のブラックジョーク」
- ドスペ2「恋のエプロン 新人タレント料理下克上バトル!!」（テレビ朝日、2005年8月）
- 誰(タレ)よりも君を愛す!（テレビ静岡、2011年4月17日）- フジコ 役
- 探検バクモンスペシャル「世界でいちばんアツい国 シンガポール」（NHK、2016年1月5日）

## 脚註
1. 1 2  “日本の誇れるコンテンツを世界へ!海外の良質なコンテンツを日本へ! 代表取締役社長 マサボ・イザベル（新城 イザベル奈緒美）”. テレビジオン株式会社. 2025年5月14日閲覧。
2. ↑  『ユーロモニター広報・タレント・ベネディクト・ディアさん (2013/08/29)』 「この人と60分」 NNA.ASIA
3. 1 2  イザベルとベネ」のプロフィールと芸能活動履歴 - ウェイバックマシン（2005年4月7日アーカイブ分）
4. ↑  ユーロモニター広報・タレント・ベネディクト・ディアさん
5. ↑  M-1グランプリ2003 イザベルとベネ